# Ауксотрофы
Ауксотрофы — организмы, которые не способны синтезировать определенное органическое соединение, необходимое для роста этого организма. Ауксотрофия — характеристика подобных организмов, этот термин противоположен прототрофии.
В генетике, штамм называется ауксотрофным, если он несет мутацию, которая делает его неспособным к синтезу одного или нескольких существенных соединений. Например, мутант дрожжей, в котором инактивированный ген в цепочке синтеза урацила — урациловый ауксотроф. Такой штамм не в состоянии синтезировать урацил и может расти только если урацил будет добавлен в окружающую среду. Это противоположность урациловому прототрофу или, в данном случае, дикого типа штамма, который может расти в отсутствии урацила. Ауксотрофия часто используется в генетических маркерах (см. молекулярная генетика).  В зависимости от потребности в том или ином субстрате ауксотрофные микроорганизмы можно разделить на пять групп. К первой группе относятся ауксотрофные микроорганизмы, нуждающиеся в какой-либо аминокислоте, ко второй — нуждающиеся в том или ином витамине, к третьей — нуждающиеся в азотистых основаниях, к четвертой — нуждающиеся в сочетании ряда аминокислот, витаминов или азотистых оснований. Мутанты, требующие для своего роста несколько питательных веществ, носят название полиауксотрофных. В пятую группу отнесены ауксотрофные микроорганизмы, нуждающиеся в ростовых факторах и метаболитах, которые не относятся к вышеуказанным веществам.
Различают и ауксотрофные микроорганизмы с абсолютной (не растущие на минимальной среде) и относительной (медленно растущие на минимальной среде и быстро растущие в присутствии определенных метаболитов) потребностью. Отдельное положение занимают температурозависимые ауксотрофные микроорганизмы, которые в одних температурных условиях растут на минимальной среде, а в других требуют для роста дополнительных факторов. Поэтому при идентификации ауксотрофных микроорганизмов необходимо соблюдать стандартные условия опыта — состав среды и температуру выращивания.
Исследователи использовали ауксотрофный штамм E. coli, для введения искусственных аналогов аминокислот внутрь белков. Например, клетки ауксотрофного фенилаланинового образца могут быть выращенными на среде с его аналогом, например, пара-азидофенилаланином. Аминоацил-тРНК-синтетаза распознает аналог и катализирует скрепления с тРНК, который впоследствии перемещает аминокислоту (не природную в данном случае) в полипептидную цепочку, который растет в течение трансляции белка.
Важно помнить, что многие живые существа, в том числе человек, — ауксотрофы для большого класса соединений, необходимых для роста, и должны получать эти соединения с пищей (см. незаменимые аминокислоты).